# Eduard Vieta
Eduard Vieta Pascual (Barcelona, 16 de enero de 1963) es un psiquiatra español conocido por su trabajo en el campo del trastorno bipolar y la depresión. Su unidad es una referencia mundial en la atención clínica, la investigación y la docencia sobre el trastorno bipolar y la depresión. 

## Educación
Estudió Medicina en la Universidad Autónoma de Barcelona y se graduó en 1987. Hizo su residencia en el Hospital Clínico y Provincial de Barcelona y se convirtió en especialista en Psiquiatría en 1991. Posteriormente, recibió su doctorado con honores en la Universidad de Barcelona en 1994.

## Carrera

### Enfoque de su investigación / intereses
Vieta ha centrado su actividad investigadora en el estudio de las causas y el tratamiento farmacológico y psicológico del trastorno bipolar y la depresión, y en la Psiquiatría de Precisión. Destacan las contribuciones para identificar disfunciones neurocognitivas e impulsar el desarrollo clínico de nuevos tratamientos farmacológicos para abordar esta patología. También su investigación se ha centrado en psicoterapias como la psicoeducación y la remediación cognitiva para mejorar el funcionamiento y la calidad de vida los pacientes con trastorno bipolar. Ha hecho contribuciones a numerosas guías de tratamiento del trastorno bipolary es el fundador del concepto de “Psiquiatría de Precisión”.

### Premios y honores
Ha sido galardonado con los siguientes premios: 
- Premio Aristóteles (2005)
- Premio Schou Mogens (2007)[4]
- Premio de Investigación Estratégica de la Sociedad Española de Psiquiatría Biológica (2009)[5]
- Premio a la Excelencia Profesional del Colegio Oficial de Médicos (2011)[6]
- Premio Colvin por el logro excepcional en la investigación referente a los trastornos del humor por la Brian and Behaviour Research Foundation (2012)[7]
- Premio de Neurociencia Clínica de Lilly por el Colegio Internacional de Neuropsicofarmacología (CINP, 2014)[8]
- Doctor honoris causa por la Universidad de Valencia (2016).[9]
- Mejor investigador mundial del año por la Federación Mundial de Sociedades de Psiquiatría Biológica (WFSBP) (2017)[10]
- Premio Simón Bolívar de la American Psychiatric Association (2017) [11]
- Socio de honor de la Sociedad Española de Psiquiatría Biológica (2019) [12]
- Premio Josep Trueta otorgado por la Academia de Ciencias Médicas y de la Salud de Cataluña y de Baleares (2021) [13]
- Premio a la divulgación científica y humanismo de la Universidad de Barcelona (2022)[14]
- Premio Maimónides de la Universidad de Córdoba (2023)[15]
- Premio Admirables 2024 de Diario Médico [16]
- Premio ISBD Kupfer-Frank a la Contribución Destacada 2024 - International Society for Bipolar Disorders (ISBD) [17]
- Académico Numerario de la Real Academia de Medicina de Cataluña [18]

### Cargos
Es el actual Jefe del Servicio de Psiquiatría y Psicología del Hospital Clínic de Barcelona y del grupo de investigación en trastornos bipolares y depresivos del Institut d’Investigació Biomèdica August Pi i Sunyer (IDIBAPS), y es también catedrático de Psiquiatría de la Facultad de Medicina y Ciencias de la Salud y del Instituto de Neurociencias de la Universidad de Barcelona . Fue también el director del Programa de Investigación del trastorno bipolar y director científico del Centro de Investigación en Red de Salud Mental (CIBERSAM), financiado por el Ministerio de Economía y Competitividad español,así como extesorero del Colegio Europeo de Neuropsicofarmacología (ECNP).
Es el actual editor en jefe de la revista European Neuropsychopharmacology. Además, está en el comité de redacción de una serie de revistas científicas internacionales, como American Journal of Psychiatry, The Lancet Psychiatry, Psychotherapy Psychosomatics, the International Journal of Neuropsychopharmacology, European Neuropsychopharmacology, the Journal of Clinical Psychiatry, Bipolar Disorders, y la revista Journal of Affective Disorders. Fue nombrado en el Comité Asesor del Programa de I+D+I en la Presidencia Húngara de la Unión Europea. Considerado el psiquiatra de mejor reputación de España (Monitor sanitario 2014 y Forbes), ha sido asesor de la presidencia europea en investigación en neurociencia, profesor invitado de la Universidad de Harvard (Estados Unidos) y doctor honoris causa por la Universidad de Valencia.

### Publicaciones
Ha publicado hasta el momento más de 1000 artículos originales en revistas nacionales e internacionales, más de 500 capítulos de libros y 50 libros sobre trastorno bipolar. Acumula actualmente más de 100 000 citas, y un factor h de 159, que le han convertido en el científico más citado del mundo en trastorno bipolar y uno de los más citados en ciencias biomédicas (Highly Cited Scientist / Most influential Scientific Minds).